# Gonocerca phycidis
Gonocerca phycidis är en plattmaskart. Gonocerca phycidis ingår i släktet Gonocerca och familjen Hemiuridae. Inga underarter finns listade i Catalogue of Life.